# Journée internationale des musées
 (novembre 2022).
 (mai 2019).
La journée internationale des musées (JIM) est un événement organisé par le Conseil international des musées (ICOM), qui a lieu tous les ans autour du 18 mai. Chaque année, l’événement met en valeur un thème particulier, au cœur des préoccupations de la communauté muséale internationale.
La Journée internationale des musées offre aux professionnels des musées l’opportunité d’aller à la rencontre de leurs visiteurs et d’alerter le public sur les défis auxquels les musées font face. En effet, comme l’indique l’ICOM dans sa définition des musées, un musée est une institution permanente sans but lucratif au service de la société et de son développement, ouverte au public, qui acquiert, conserve, étudie, expose et transmet le patrimoine matériel et immatériel de l’humanité et de son environnement à des fins d'études, d'éducation et de délectation. Par conséquent, la Journée internationale des musées œuvre pour sensibiliser le grand public sur les enjeux actuels des musées dans le développement de la société à l’échelle internationale.

## Histoire
Chaque année, tous les musées du monde sont invités à participer à la JIM afin de promouvoir le rôle des musées dans le monde, en créant des activités originales, divertissantes et gratuites autour d’un thème choisi par la communauté de l’ICOM pour cette occasion. Depuis sa création en 1977, la Journée internationale des musées connait une participation en hausse. En 2009, la JIM avait regroupé environ 20 000 musées organisant des événements dans plus de 90 pays. En 2010, des musées provenant de 98 pays y ont participé, et 100 pays ont été représentés en 2011. En 2012, 32 000 musées dans 129 pays  ont célébré l’événement. En 2011, l’affiche officielle de la JIM a été traduite dans 37 langues, et dans 38 langues en 2012.

## À propos de l’ICOM
Le Conseil international des musées (ICOM) est une organisation internationale représentant les musées et les professionnels des musées à l’échelon mondial et a pour mission de promouvoir et protéger le patrimoine naturel et culturel, présent et futur, matériel et immatériel.
L’ICOM a créé la Journée internationale des musées en 1977 et choisit chaque année le thème de l’événement, puis prend en charge la coordination de la manifestation.

## La Journée internationale des musées au fil des années[1]

### Journee internationale des musées 2025
En 2025, l'événement est célébré autour du thème : La future des musées qui change rapidement les communautés

### Journée internationale des musées 2024
En 2024, l'évènement est célébré autour du thème : Les musées pour l'éducation et la recherche

### Journée internationale des musées 2023
En 2023, l'événement est célébré autour du thème : Musées, durabilité et bien-être

### Journée internationale des musées 2022
En 2022, l’événement est célébré autour du thème : Le pouvoir des musées

### Journée internationale des musées 2021
En 2021, l’événement est célébré autour du thème : L'avenir des Musées : Se rétablir et se réinventer

### Journée internationale des musées 2020
En 2020, l’événement est célébré autour du thème : Musées pour l'égalité : diversité et inclusion

### Journée internationale des musées 2019
En 2019, l’événement est célébré autour du thème : Les musées, plateforme culturelle : L'avenir de la tradition

### Journée internationale des musées 2018
En 2018, l’événement est célébré autour du thème : Musées hyperconnectés : nouvelles approches, nouveaux publics

### Journée internationale des musées 2017
Le thème de la Journée internationale des musées est : Musées et histoires douloureuses : dire l'indicible dans les musées

### Journée internationale des musées 2016
La JIM 2016 a rassemblé près de 35 000 musées dans 145 pays, sur tous les continents.
En 2016, l’événement est célébré autour du thème : Musées et paysages culturels.

### Journée internationale des musées 2015
La JIM 2015 a rassemblé près de 35 000 musées dans 145 pays, sur tous les continents.
En 2015, l’événement est célébré autour du thème : Musées pour une société durable.

### Journée internationale des musées 2014
La JIM 2014 a rassemblé près de 35 000 musées dans 145 pays, sur tous les continents.
En 2014, le thème proposé est : Les liens créés par les collections des musées.

### Journée internationale des musées 2013
La JIM 2013 a rassemblé près de 32 000 musées dans 129 pays, sur tous les continents.
La communauté muséale a choisi d’organiser la Journée internationale des musées autour du thème : Musées (mémoire + créativité) = progrès social

### Journée internationale des musées 2012
La JIM 2012 a rassemblé près de 32 000 musées dans 129 pays, sur tous les continents.
Le thème est : Les musées dans un monde en mouvement. Nouveaux défis, nouvelles inspirations.

### Journée internationale des musées 2011
Près de 30 000 musées ont célébré la Journée internationale des musées 2011 dans plus de 110 pays.En 2011, la Journée internationale des musées avait pour thème Musée et Mémoire. 

### Journée internationale des musées 2010
En 2010, les musées de 96 pays ont participé à l’événement, organisé autour du thème Musées pour l’harmonie sociale.

### Journée internationale des musées 2009
En 2009, l’ICOM s’est associé avec la FMAM (la Fédération mondiale des amis des musées) pour promouvoir l’événement.

### Journée internationale des musées 2008
Près de 20 000 musées de 90 pays ont participé à la JIM 2008. Le thème Musées agents du changement social et du développement.

### Journée internationale des musées 2007
Des musées provenant d’environ 70 pays différents ont participé à l’événement. Le message transmis à l’occasion de cette édition était : Nous sommes tous responsables du patrimoine universel.